# درد بیهوده عشق (فیلم)
درد بیهوده عشق (انگلیسی: Love's Labour's Lost) فیلمی در ژانر موزیکال و کمدی رمانتیک به کارگردانی کنت برانا است که در سال ۲۰۰۰ منتشر شد.

## بازیگران
- کنت برانا
- ناتان لین
- ادرین لستر
- متیو لیلارد
- ناتاشا مک‌الهون
- آلساندرو نیوولا
- آلیسیا سیلورستون
- تیموتی اسپال
- امیلی مورتیمر
- کارمن اجوجو
- جرالدین مک‌ایوان